# Sous la griffe (film, 1912)
Pour les articles homonymes, voir Sous la griffe.
Sous la griffe est un film muet français réalisé par Jean Durand et sorti en 1912.

## Fiche technique
- Réalisation et scénario : Jean Durand
- Société de production : Société des Établissements L. Gaumont
- Pays : France
- Format : Muet - Noir et blanc - 1,33:1 - 35 mm
- Métrage : 650 m
- Date de sortie :
  - France : 1912

## Distribution
- Joë Hamman
- Gaston Modot
- Lucien Bataille : Tim Warest
- Max Darthigny : son complice
- Berthe Dagmar
- Édouard Grisollet : Simpson
- Mimir la panthère : une panthère
- René Sablon